# The Octopus
The Octopus es el tercer álbum de estudio del grupo de rock progresivo originario de Mánchester, Amplifier. El formato del álbum es doble disco compacto. Fue lanzado en línea para los fanes en diciembre de 2010 y lanzado comercialmente en enero de 2011. El álbum puede ser escuchado en línea en un sitio creado por la banda para dicho propósito.

## Lista de canciones

### CD 1
| N.º | Título                                      | Duración |  |
| 1.  | «The Runner»                                | 3:38     |  |
| 2.  | «Minion's Song»                             | 5:51     |  |
| 3.  | «Interglacial Spell»                        | 6:25     |  |
| 4.  | «The Wave»                                  | 6:58     |  |
| 5.  | «The Octopus»                               | 9:18     |  |
| 6.  | «Planet of Insects»                         | 5:50     |  |
| 7.  | «White Horses at Sea // Utopian Daydream»   | 8:55     |  |
| 8.  | «Trading Dark Matter on the Stock Exchange» | 11:32    |  |

### CD 2
| N.º | Título                  | Duración |  |
| 1.  | «The Sick Rose»         | 8:58     |  |
| 2.  | «Interstellar»          | 10:18    |  |
| 3.  | «The Emperor»           | 6:39     |  |
| 4.  | «Golden Ratio»          | 5:14     |  |
| 5.  | «Fall of the Empire»    | 8:30     |  |
| 6.  | «Bloodtest»             | 5:16     |  |
| 7.  | «Oscar Night // Embryo» | 7:44     |  |
| 8.  | «Forever and More»      | 9:20     |  |

## Estilo
En The Octopus Amplifier juega con estilos de rock progresivo y rock alternativo con duros riffs , efectos electrónicos, distorsiones y ritmos variados. Hay dos canciones de rock voluminosas, así como pasajes tranquilos, melódicos y melancólicos. Influencias del Artrock , Space rock y post-rock son visibles. El concepto del álbum gira en torno al símbolo del pulpo.

## Créditos
- Sel Balamir – guitarra, voz y producción
- Neil Mahony – bajo / máquina de escribir
- Matt Brobin – batería

## Colaboraciones
- Charlie Barnes - piano
- Mike Vennart - coros
- Chris Sheldon - masterización